# Rettifilo/Vannulo
Rettifilo/Vannulo, è una borgata del comune di Capaccio Paestum, in provincia di Salerno, ubicata nei pressi di Paestum.

## Geografia fisica

### Territorio
L'abitato si sviluppa in zona pianeggiante a 31 m s.l.m. circa, fra le borgate Capaccio Scalo e Capo di Fiume, lungo la Strada statale 166 degli Alburni. In base all'ultimo censimento (2001) ha 1.266 abitanti.

## Geografia antropica
La borgata grazie alla sua posizione favorevole, in pianura e lungo un asse viario di grande importanza, oltre che confinante con la sviluppatissima borgata di Capaccio Scalo, ha incrementato notevolmente negli ultimi anni sia la popolazione che la superficie edificata.

## Monumenti e luoghi d'interesse
Nel 1974, a seguito di scavi, è stata rinvenuta una necropoli di età lucana databile intorno al IV secolo a.C. comprendente 4 tombe dipinte, pertinenti a un piccolo insediamento rurale.